# Palacio de los Gobernadores (Gustavia)
El Palacio de los Gobernadores de Gustavia (en francés: Maison des Gouverneurs de Gustavia literalmente «Casa de Gobierno de Gustavia») antes el Ayuntamiento de la ciudad en Gustavia, fue construido en la década de 1780, se encuentra como su nombre lo indica en la localidad de Gustavia la capital de la isla de San Bartolomé. Este se convirtió en la sede de los gobernadores en el periodo colonial de Suecia (1785-1877), y en Ayuntamiento en 1878 hasta el 13 de diciembre de 2001.
Esta casa está registrada como monumento histórico desde el 1 de agosto de 1995.
La casa del propietario original fue construida en la década de 1780, se convirtió en sede de gobernadores bajo el dominio de Suecia (1785-1877). En 1878, después del tratado de entrega del territorio por parte de la Corona sueca al gobierno francés firmado el 10 de agosto de 1877, esta casa se convirtió en el ayuntamiento de Gustavia. Cerrada desde el 13 de diciembre de 2001, el edificio se proyectó para convertirse en una "casa de la cultura sueca."
Este edificio consta de un sótano de piedra y fragmentos de lava antigua local, con un mortero de arena volcánica y cal, suelo de madera y un cuarto trasero reservado para las dependencias.